# Lechuga romana

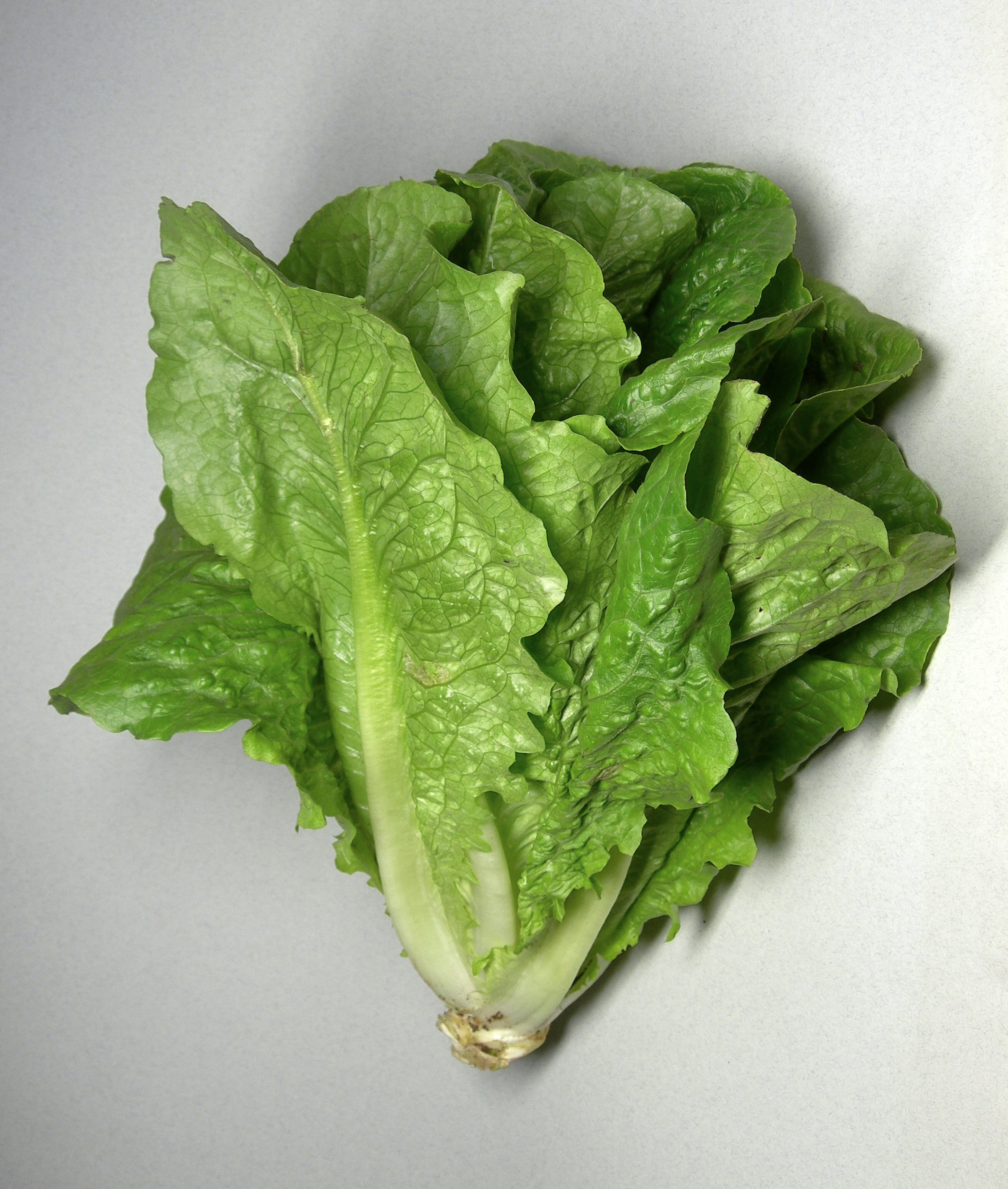
Lechuga romana.

La lechuga romana, lechuga romanita, cos, italiana, orejona o escarola (a menudo denominada simplemente Romana o Cos) (de nombre científico Lactuca sativa L. var. longifolia) es una variedad de lechuga que crece con una larga cabeza y que posee una hojas robustas, alargadas y con un robusto nervio central. Al contrario que otras lechugas es más tolerante al calor,se usa en ensaladas.

## Origen
El nombre 'Cos' proviene de la isla griega de Cos, pero la forma del arábica de la palabra 'lechuga', خس (xus) sugiere su origen. Llegó a Europa debido a las conquistas del Oeste en del Imperio romano, y este es el uso que se hace en muchos países europeos: 'lattuga romana' (Italia), 'laitue romaine' (Francia) y en inglés 'romaine lettuce' (Estados Unidos y Canadá).

## Gastronomía
Su sabor es ligeramente amargo, por lo que es una de las lechugas más empleadas en ensaladas. La romana se emplea en la ensalada César. La lechuga romana se emplea en la celebración de la Pascua Judía y es una especie de hierba amarga que simboliza la amargura de los judíos al estar esclavizados en el antiguo Egipto.

## Nutrición
El American Institute for Cancer Research incluye la Lechuga romana entre los alimentos anticancerígenos.